# Casa dels Russos
A Casa dels Russos (em português: Casa dos Russos), também conhecida como Torre dels Russos ou Enclau Sant Jordi, é uma residência localizada na localidade de Santa Coloma, no Principado de Andorra.

## História
O edifício foi projetado em 1916 pelo arquiteto Cèsar Martinell, a pedido do filantropo norte-americano Fiske Warren. O administrador de Warren, um refugiado russo chamado Nicolau Popoff, residia na casa com sua esposa, o que levou à popularização do nome "Casa dels Russos".
As obras foram concluídas em 1919.
Fiske Warren pretendia transformar o local em um enclave georgista, conhecido como Enclau Sant Jordi.
Após o falecimento de Warren, em 1938, a propriedade foi transferida para Josep Alemany.

## Características
A Casa dels Russos é uma residência unifamiliar isolada, composta por dois andares. Conta com um alpendre que compensa o desnível do terreno, criando uma varanda panorâmica à frente da construção. Sua estrutura é feita de pedra granítica aparente, sendo considerada um dos primeiros exemplos da arquitetura granítica andorrana.

## Conservação e reconhecimento
A casa foi restaurada em 1997, após um período de abandono. Desde 2004, encontra-se registrada no Inventário do Patrimônio Cultural de Andorra.
Em 2013, a Casa dels Russos foi homenageada com a emissão de um selo postal pelo Principado de Andorra.